# Suchohrdly u Miroslavi
Suchohrdly u Miroslavi (en allemand : Socherl) est une commune du district de Znojmo, dans la région de Moravie-du-Sud, en République tchèque. Sa population s'élevait à 499 habitants en 2020.

## Géographie
Suchohrdly u Miroslavi se trouve à 4 km à l'est du centre de Miroslav, à 25 km à l'est-nord-est de Znojmo, à 34 km au sud-sud-est de Brno et à 188 km au sud-est de Prague.
La commune est limitée par Miroslavské Knínice au nord-ouest, par Našiměřice au nord, par Trnové Pole à l'est, par Jiřice u Miroslavi et Damnice au sud, et par Miroslav à l'ouest.

## Histoire
La première mention écrite de la localité date de 1360.

## Transports
Par la route, Suchohrdly u Miroslavi se trouve à 6 km au sud-est Miroslav, à 27 km de Znojmo, à 44 km de Brno et à 227 km de Prague.